# Kuro (jeu de rôle)
Kuro est un jeu de rôle édité par Le Septième Cercle et paru en 2007. Il tourne autour de 3 thèmes majeurs : le Japon, la technologie et l'horreur.

## L'histoire
2046. Les relations internationales entre le Japon et ses voisins, la Chine et les États-Unis, ne cessent de se dégrader et le conflit semble proche. 
Le 4 mai 2046, un violent tremblement de terre secoue la Chine. Les ordinateurs du système de défense de la Fédération Pan-asiatique se méprennent et concluent à une attaque nucléaire japonaise. La riposte est automatique. Deux missiles partent de la Corée du Nord vers le Japon et son allié l'Inde. Le 2e explose au lancement faisant des millions de victimes, mais le 1er disparaît dans le ciel de l'archipel nippon dans un grand flash lumineux.
Le monde entier accuse le Japon de détenir une arme secrète et de l'avoir réalisée dans le but de mener une guerre nucléaire. Un imposant blocus est mis en place, l'archipel est maintenant coupé du monde.
Six mois plus tard, la situation est grave au Japon : la nourriture se fait rare, les prix flambent et le moral est au plus bas. Mais pire encore, depuis « l'incident Kuro » du 4 mai 2046, des événements étranges surviennent. Chacun tente d'ignorer ces phénomènes mais les faits sont là, les esprits des morts sont plus présents que jamais…

## Thème du jeu
Les personnages-joueurs sont des habitants du Japon – japonais ou étrangers – désormais prisonniers du blocus. Ils sont, comme tous les autres, confrontés à des phénomènes paranormaux, comme si les légendes médiévales prenaient vie. D'aucun prétendent que les kami se sont manifestés pour protéger le Japon contre le missile, mais qu'ils auraient entraîné derrière eux des monstres issus des Enfers.

## Publications
Version originale française (2007)
- Willy Favre, Julien Heylbroeck, Jérôme « Brand » Larré, Neko et Christophe Valla, Kuro, 7e Cercle, 2007, 158 p. (ISBN 978-2-914892-42-1 et 2-914892-42-X)
- Laurent « Bob Darko » Devernay, Willy Favre et Julien Heylbroeck, Kuro Makkura, 7e Cercle, 2007 (ISBN 978-2-914892-44-5 et 2-914892-44-6) : écran triptyque et livret de 128 pages
- Willy Favre, Christophe Hermosilla, Neko, Stéphane Treille et Laurent Devernay, Kuro Tensei, 7e Cercle, 2009, 136 p.

Version anglaise (2013)
- Kuro Core Rulebook, Cubicle 7, 2013, 160 p., 21 × 27 cm (ISBN 978-0-85744-160-7, présentation en ligne)
- Kuro Makkura, Cubicle 7, 2014, 128 p., 21 × 27 cm (ISBN 978-0-85744-161-4, présentation en ligne)
- Kuro Tensei, Cubicle 7, 2015, 144 p., 21 × 27 cm (ISBN 978-0-85744-270-3 et 0-85744-270-8, présentation en ligne)